# Ixodes anatis
Ixodes anatis este o specie de căpușe din genul Ixodes, familia Ixodidae, descrisă de Charles Chilton în anul 1904. Conform Catalogue of Life specia Ixodes anatis nu are subspecii cunoscute.